# Trung tâm lưu ký chứng khoán
Trung tâm lưu ký chứng khoán (Central securities depository/CSD) là một thiết chế cơ sở thị trường tài chính chuyên biệt để nắm giữ, đăng ký, quản lý các loại chứng khoán như cổ phiếu, các dạng có chứng chỉ hoặc không có chứng chỉ (phi vật chất hóa), cho phép chuyển nhượng quyền sở hữu dễ dàng thông qua bút toán sổ sách thay vì chuyển nhượng chứng chỉ thực thể trực tiếp. Điều này cho phép các công ty môi giới và các công ty tài chính nắm giữ chứng khoán tại một địa điểm mà chúng có thể sẵn sàng để bù trừ và thanh toán. Việc này thường được thực hiện trên nền tảng điện tử, giúp việc này nhanh hơn và dễ dàng hơn nhiều so với trường hợp thông thường là phải trao đổi chứng chỉ thực thể (trực tiếp, hiện hữu) sau khi giao dịch chứng khoán hoàn tất. Trong một số trường hợp, các tổ chức này cũng thực hiện so sánh tập trung và xử lý giao dịch như bù trừ và thanh toán chuyển nhượng chứng khoán, thế chấp chứng khoán và đóng băng chứng khoán. Trong thị trường nợ doanh nghiệp ngày nay, các nhà đầu tư đạt được cơ chế nợ thế chấp thông qua CSD. Các CSD hoạt động như bên ủy thác cho chủ sở hữu chứng khoán, theo đó tài sản thế chấp được lưu trữ và tự động chuyển (bù trừ) cho bên cho vay trong trường hợp không thực hiện nghĩa vụ. Tuy nhiên, vẫn có những rủi ro và trách nhiệm liên quan đến các dịch vụ này trong những giao dịch cụ thể cần phải được cân nhắc khi phân tích và đánh giá từng thị trường theo từng trường hợp cụ thể.
Lưu ký chứng khoán là việc lưu giữ, bảo quản chứng khoán của khách hàng cả chứng khoán vật thể và chứng khoán ghi sổ. Đồng thời đối với các chứng chỉ vật thể hữu hình thì còn phải thực hiện cả việc quản lý nhập, xuất và bảo quản an toàn chứng chỉ chứng khoán tại kho chứng chỉ chứng khoán. Khi giao dịch chứng khoán đã được xác nhận thực hiện, việc chuyển giao chứng khoán và thanh toán tiền sẽ được thực hiện bằng hình thức chuyển khoản trên các tài khoản chứng khoán và tiền thông qua các bút toán ghi sổ, thay vì chuyển giao vật chất trực tiếp như trong hình thức giao dịch tự phát. Để theo dõi và quản lý luồng ra vào chứng khoán của khách hàng ký gửi tại các trung tâm lưu ký chứng khoán (ký gửi thông qua các tổ chức lưu ký thành viên) thì các trung tâm phải thực hiện mở tài khoản lưu ký chứng khoán cho các tổ chức lưu ký thành viên và cho khách hàng (tương tự như việc mở tài khoản vãng lai để quản lý luồng tiền) nên lưu ký chứng khoán còn bao gồm cả việc thực hiện các dịch vụ liên quan đến mở tài khoản, nhận gửi, rút, chuyển khoản chứng khoán lưu ký, các tổ chức lưu ký còn cung ứng bất cứ dịch vụ được phép khác liên quan đến tài khoản lưu ký chứng khoán như dịch vụ làm trung gian trong các giao dịch bảo đảm như cầm cố, giải tỏa cầm cố chứng khoán. Đăng ký và lưu ký chứng khoán là khâu hỗ trợ trước giao dịch chứng khoán, thì bù trừ chứng khoán và tiền là khâu hỗ trợ sau giao dịch chứng khoán. Sau khi chứng khoán niêm yết đã được đưa vào đăng ký, lưu ký tập trung tại trung tâm lưu ký chứng khoán thì chúng sẽ được phép giao dịch trên thị trường chứng khoán.

## Hình thành
Hoạt động giao dịch chứng khoán tại các sở giao dịch chứng khoán (thị trường tập trung), thị trường giao dịch điện tử (thị trường phi tập trung), thị trường các công cụ phái sinh đều là hình thức giao dịch có tổ chức giữa nhiều bên mua bán với nhau. Để đảm bảo nghĩa vụ thực hiện hợp đồng và sự an toàn cho tất cả các bên tham gia mua bán đòi hỏi việc thanh toán tiền và chuyển giao chứng khoán cũng phải được thực hiện một cách có tổ chức do đó, chứng khoán niêm yết hay đăng ký giao dịch trên thị trường chứng khoánn cần phải được lưu giữ tập trung và bất động hóa tại một nơi dẫn đến sự ra đời của loại hình dịch vụ là đăng ký, lưu ký chứng khoán, bù trừ và thanh toán các giao dịch chứng khoán để hỗ trợ cho việc thực hiện và hoàn tất các giao dịch chứng khoán trên các thị trường giao dịch chứng khoán có tổ chức. Các loại hình dịch vụ này cũng đã kéo theo sự ra đời của các tổ chức cung ứng các dịch vụ đó và hệ thống văn bản pháp quy để quản lý các tổ chức cung ứng dịch vụ đăng ký, lưu ký chứng khoán, bù trừ và thanh toán các giao dịch chứng khoán. Các tổ chức cung ứng dịch vụ đăng ký, lưu ký chứng khoán, bù trừ và thanh toán các giao dịch chứng khoán thường là các ngân hàng lưu ký (ngân hàng thương mại được phép hoạt động lưu ký chứng khoán), các công ty chứng khoán, được gọi chung là các tổ chức lưu ký. Các tổ chức thanh toán tiền cho các giao dịch chứng khoán là các ngân hàng thanh toán. Hoạt động của thị trường giao dịch có tổ chức cần một nơi để lưu giữ và quản lý tập trung các chứng khoán, đồng thời sự hình thành nhiều tổ chức lưu ký cũng đòi hỏi phải có một tổ chức đóng vai trò là tổ chức lưu ký trung tâm, làm trung gian kết nối các tổ chức lưu ký này với nhau, tạo cơ sở cho việc thực hiện thanh toán bằng hình thức ghi sổ. Những đòi hỏi đó đã dẫn đến sự hình thành của thị trường lưu ký chứng khoán, các tổ chức lưu ký còn lại trở thành thành viên của trung tâm lưu ký, hay còn gọi là các thành viên lưu ký. 

## Một số trung tâm
- Argentinian CSD
- Armenian CSD
- Oman CSD
- Australian CSD for government securities (Lưu trữ ngày 8 tháng 12 năm 2010 tại Wayback Machine)
- Australian CSD for equities and corporate bonds Lưu trữ ngày 21 tháng 1 năm 2025 tại Wayback Machine
- Austrian CSD
- Azerbaijan CSD
- Bangladesh CSD
- Bahrain CSD
- Belgian CSD
- Belgian CSD for government securities
- Bosnia and Herzegovina CSD
- Brazilian CSD for equities
- Brazilian CSD for coporporate bonds
- Brazilian CSD for government securities
- Bulgarian CSD
- Canadian CSD
- Chilean CSD
- Chinese CSD
- Croatian CSD
- Cypriot CSD
- Czech CSD
- Danish CSD
- Egyptian CSD
- Estonian CSD
- Finnish CSD
- French CSD
- German CSD
- German CSD for government securities (Lưu trữ ngày 16 tháng 7 năm 2017 tại Wayback Machine)
- Greek CSD
- Greek CSD for government securities
- Hong Kong CSD
- Hungarian CSD
- Icelandic CSD
- Indian CSD 1
- Indian CSD 2
- Indonesian CSD
- Iranian CSD (Lưu trữ ngày 16 tháng 12 năm 2019 tại Wayback Machine)
- Irish CSD
- Israeli CSD
- Italian CSD
- Japanese CSD
- Japanese CSD for government securities
- Latvian CSD
- Lithuanian CSD
- Macedonian CSD
- Malaysian CSD
- Maldivian CSD
- Maltese CSD Lưu trữ ngày 5 tháng 7 năm 2022 tại Wayback Machine
- Mexican CSD
- Mongolian CSD (Lưu trữ ngày 7 tháng 11 năm 2011 tại Wayback Machine)
- Moroccan CSD
- New Zealand CSD
- Nigerian CSD
- Norwegian CSD
- Pakistani CSD
- Peruvian CSD[liên kết hỏng]
- Philippine CSD
- Polish CSD
- Portuguese CSD
- Qatar CSD
- Romanian CSD (Lưu trữ ngày 26 tháng 6 năm 2012 tại Wayback Machine)
- Romanian CSD for government securities
- Russian CSD
- Serbian CSD
- Singapore CSD
- Slovak CSD
- Slovenian CSD
- South African CSD (GraniteCSD)
- South African CSD
- South Korean CSD
- Spanish CSD
- Sri Lankan CSD
- Swedish CSD
- Swiss CSD
- Taiwanese CSD
- Thai CSD
- Tunisian CSD
- Turkish CSD
- Euroclear Bank
- Clearstream Banking Luxembourg, CBL
- SIX SIS
- globeSettle
- Ukrainian CSD
- UK CSD
- Uruguayan CSD Lưu trữ ngày 26 tháng 11 năm 2011 tại Wayback Machine
- US CSD
- US CSD for government securities
- Venezuelan CSD
- Vietnamese CSD (Trung tâm Lưu ký Chứng khoán Việt Nam nay đổi dạng sang loại hình Tổng công ty Lưu ký và Bù trừ chứng khoán Việt Nam)
- Zimbabwean CSD Lưu trữ ngày 5 tháng 8 năm 2018 tại Wayback Machine